# Heraclia duplicata
Heraclia duplicata là một loài bướm đêm trong họ Noctuidae.